# Gaston De Wael
Gaston De Wael (Anderlecht, 31 december 1934) is een gewezen Belgische voetballer. Hij voetbalde onder meer voor RSC Anderlecht en White Star AC.

## Biografie
Gaston De Wael begon in Anderlecht met voetballen. Hij is de jongere broer van François De Wael en de neef van Albert Mettens, beiden spelers van RSC Anderlecht. Na het einde van de Tweede Wereldoorlog sloot ook Gaston De Wael zich aan bij het plaatselijke Anderlecht. Hij was toen 11 jaar oud. Begin jaren 50 maakte De Wael zijn debuut in het A-elftal van Anderlecht. De club stond in die periode onder leiding van de Brit Bill Gormlie. De Wael speelde regelmatig, maar had te duchten concurrentie met aanvallers als Jef Mermans, Hippolyte Van den Bosch en Jeng Van den Bosch. Op 20 januari 1957 scoorde De Wael vijf keer in de wedstrijd tegen Tilleur FC. Dat is nog steeds een clubrecord. Het is dan ook niet verbazingwekkend dat hij in 1957 de competitie afsloot met het beste doelpuntensaldo van Anderlecht. Enkel Maurice Willems van AA Gent en Jef Mennaerts van Racing Mechelen hadden dat seizoen beter gedaan.
In 1961 sloot De Wael het hoofdstuk Anderlecht af en verhuisde hij naar de buren van White Star AC. Hier bleef hij drie seizoenen spelen alvorens de club in te ruilen voor RFC La Rhodienne. Na één seizoen vertrok De Wael. In 1966 belandde de aanvaller bij Racing White, het vroegere White Star AC. In 1969 verliet hij de club om nog even aan de slag te gaan bij het bescheidenere SK Zwevezele, waar in 1973 op 39-jarige leeftijd stopte met voetballen.

## Clubs
- 1952-1961 : RSC Anderlecht
- 1961-1964 : White Star AC
- 1964-1965 : RFC La Rhodienne
- 1965-1966 : RRC de Boitsfort
- 1966-1969 : Racing White
- 1969-1973 : SK Zwevezele

## Palmares
- Landskampioen : 1955, 1956, 1959